# Dias Perfeitos (telessérie)
Dias Perfeitos é uma série de drama brasileira produzida pelo Globoplay. Com direção de Joana Jabace, estreou no streaming em 14 de agosto de 2025.
A série é baseada no romance homônimo de Raphael Montes, com roteiro adaptado pelo próprio autor em colaboração com Dennison Ramalho e Yuri Costa, e redação final de Claudia Jouvin. A direção geral é de Joana Jabace.
Conta com Jaffar Bambirra, Julia Dalavia, Lee Taylor, Debora Bloch e Fabiula Nascimento nos papeis principais.

## Enredo
Téo, um estudante de medicina solitário, cuida de sua mãe paraplégica e estuda anatomia. Em um churrasco relutante com sua mãe, ele conhece Clarice, uma aspirante a roteirista. Fascinado por ela, Téo se aproxima persistentemente, mas diante de sua recusa, ele a sequestra. Ele a coloca sedada em seu carro e embarca em uma viagem pelos lugares descritos no roteiro de Clarice, na tentativa de conquistá-la.

## Elenco
- Jaffar Bambirra como Téo Avelar Guimarães
- Julia Dalavia como Clarice Manñes
- Lee Taylor como Delegado Aquino
- Debora Bloch como Patrícia Avelar Guimarães
- Fabiula Nascimento como Helena Manñes
- Felipe Camargo como Gustavo Manñes
- Elzio Vieira como Breno Ferreira
- Julianna Gerais como Laura
- Teca Pereira como Sininho
- Giovanni Venturini como Miguel
- Clarissa Pinheiro como Marli
- Heloisa Honein como Diana
- Joana Castro como Cyrille

### Participações especiais
- Raphael Montes como Churrasqueiro

## Produção
Em julho de 2023, foi anunciado pela coluna Play que Dias Perfeitos, aclamado romance de Raphael Montes, seria adaptado como série original do Globoplay. A adaptação foi confiada à roteirista Claudia Jouvin conhecida por sua carreia no cinema, com direção geral de Joana Jabace, que retornou à TV Globo após uma passagem pela HBO Max, incialmente ela iria dirigir outra produção de Montes, a telenovela Beleza Fatal. No mês seguinte, em agosto, foi confirmado que Jaffar Bambirra e Julia Dalavia protagonizariam a série, interpretando respectivamente Téo, um estudante de medicina com traços psicopatas, e Clarice, uma jovem aspirante a roteirista que se torna alvo de sua obsessão. Também foram anunciadas no elenco as atrizes Debora Bloch, como a mãe do protagonista, e Fabiula Nascimento, como a mãe de Clarice. Em outubro, o ator Lee Taylor foi anunciado no elenco, marcando seu retorno à TV Globo após sua participação em A Dona do Pedaço em 2019. No mesmo mês, também foram confirmados os nomes de Felipe Camargo e Teca Pereira. Em novembro, Heloísa Honein também foi anunciada como parte do elenco, após concluir as gravações de Guerreiros do Sol, série do Globoplay. A primeira temporada, composta por oito episódios, foi gravada no Rio de Janeiro ao longo do segundo semestre de 2023.
Em março de 2024, foi divulgada a primeira imagem oficial da série, com destaque para os protagonistas em clima de mistério, evidenciando o tom psicológico da produção. O escritor Raphael Montes assegurou que o final da série fosse diferente do relatado no livro: "É interessante que as histórias sejam complementares, e não idênticas"

## Exibição
Os oito episódios da série Dias Perfeitos foram programados para serem lançados em três blocos: um bloco com quatro episódios os dois blocos finais com dois episódios cada, disponibilizados no Globoplay nos dias 14, 21 e 28 de agosto.

## Recepção
A estreia da série foi muito bem recebida pelo público, conquistando elogios tanto da crítica quanto dos espectadores nas redes sociais. Segundo o portal Gshow, Jaffar Bambirra foi exaltado nas redes por sua atuação, sendo descrito como "extraordinário e impecável".
O perfil especializado em audiovisual brasileiro, Pipoca Nacional destacou Jaffar Bambirra como "Artista da Semana", elogiando sua atuação intensa no papel de Teo e a química com Julia Dalavia, que contribui para a força da adaptação. A coluna Play atribuiu nota 10 aos protagonistas, afirmando: "Sensacionais como os protagonistas de Dias Perfeitos. A série do Globoplay, uma adaptação de Claudia Jouvin do livro de Raphael Montes, está eletrizante. A direção de Joana Jabace é excelente."
Em termos de popularidade, Dias Perfeitos configurou-se em menos de dois dias como uma das séries mais assistidas na época de lançamento da plataforma, alcançando o 6º lugar no Top 10 do Globoplay e consolidando rapidamente sua posição entre os conteúdos mais consumidos.